# Vợ tôi là gangster 3
Vợ tôi là gangster 3 (tựa tiếng Anh: My Wife is a Gangster 3) là một bộ phim hài do Hàn Quốc và Trung Quốc hợp tác sản xuất năm 2006, được đạo diễn bởi Cho Jin Gyu, với sự tham gia của Thư Kì và Lee Beom Su. Bộ phim này tuy mang tựa đề giống với các phần trước nhưng nội dung giữa chúng không hề có liên quan với nhau.

## Nội dung
Mở đầu phim, nhân vật nữ chính Lim Aryong (Thư Kì), con gái của một trùm xã hội đen bị bọn đàn em của băng đảng đối thủ chọc giận trong một buổi gặp mặt. Không lâu sau Aryong cắt cổ tên đại ca của chúng để trả thù, vì chuyện này mà cha cô (Địch Long) khuyên cô nên tránh đi một thời gian. Aryong quyết định sang Hàn Quốc với mong muốn tìm người mẹ bỏ cha con cô đi cách đây nhiều năm. Ở Hàn Quốc, một đại ca có quan hệ với cha Aryong cử Ki Chul (Lee Beom Su) làm người hướng dẫn cho một người Trung Quốc sang Hàn Quốc du lịch, Ki-chul không ngờ rằng đó là Lim Aryong, một cô gái vô cùng khó ưa, từ đây mọi chuyện dở khóc dở cười bắt đầu.

## Diễn viên
- Thư Kì trong vai Lim Aryong, con gái trùm xã hội đen Hồng Kông, là một cô gái có cá tính và rất giỏi võ.
- Lee Beom Su trong vai Ki Chul, một tay xã hội đen hơi tưng tửng, là người chăm sóc Aryong khi cô sang Hàn Quốc, lúc đầu hai người thường hay mâu thuẫn, dần dần giữa họ lại nảy sinh tình cảm.
- Yeong Hyeon vai Yon Hi, cô gái thông dịch tiếng Trung, để tránh gây ra bất hoà mỗi khi dịch các câu đối thoại giữa Lim Aryong với Ki Chul, Yon-hi luôn dịch với ý hoàn toàn khác, dần dần cô dựa vào đây để bắt nạt Ki Chul và đàn em.
- Ji Ho Oh vai Gong Chi, đàn em của Ki Chul.
- Địch Long vai Lim, cha của Lim Aryong.